# Yau Ma Tei (stacja metra)
Yau Ma Tei (chiński: 油麻地) – jedna ze stacji MTR, systemu szybkiej kolei w Hongkongu, na Kwun Tong Line i Tsuen Wan Line. Została otwarta 22 grudnia 1979.
Stacja znajduje się w Yau Ma Tei.